# Kerikeri
Kerikeri is een plaats in de regio Northland op het Noordereiland van Nieuw-Zeeland. Het is een populaire bestemming voor toeristen, en ligt ongeveer drie uur ten noorden van Auckland, en 80 kilometer ten noorden van Whangarei. Het wordt vaak beschreven als the Cradle of the Nation (de bakermat van de natie) omdat daar de eerste permanente missie van het land was gevestigd. Het heeft ook veel van de historische gebouwen in het land.
In eerste instantie werd de plaats door de Engelse missionarissen Gloucestertown of Gloucester Town genoemd, maar dat duurde niet lang. Het woord Kerikeri uit het Māori wordt bijna uitgesproken als keddie keddie of kiddiee kiddiee, maar over het algemeen wordt het als kerry kerry uitgesproken.
Volgens de census van 2001 woonden er toen 5016 mensen in de stad. De census van 2006 laat zien dat het aantal inwoners is gegroeid tot 5856; in 2013 waren het er 6507. Het heeft een vliegveld, Kerikeri Airport. Het ligt in aan de rand van de stad en voorziet in een drukke verbinding met Auckland.

## Naam van de stad
Waar de naam Kerikeri vandaan komt is niet bekend, er zijn door de jaren veel verschillende verklaringen geweest.
- Het kan zijn dat de plaats de naam dankt aan de rivier. Ontdekkingsreiziger John Nicholson schreef in 1815 dat de lokale bevolking de rivier Tecaddiecaddie noemden. Waar de rivier zijn naam aan dankt is onbekend.

- Een wijdverspreide definitie van het woord Kerikeri is dig dig of to keep digging (graaf graaf of blijf graven). Het is bekend dat de Māori in het gebied uitgebreide tuinen hadden toen de Europeanen aanlegden.

- Een andere verklaring is dat de naam zou komen van Kerikeri te ana wai hetgeen zoveel betekent als het overkolken of koken van het water. Dit zou een beschrijving zijn van de zoetwater rivier die zich over de waterval samenvoegt met het zoute water van de zee.

- Sommige Māori zeggen dat het komt van hukerikeri, dat opborrelen betekent, en er is een triest verhaal achter deze verklaring. Hongi Hika, een beroemd (en berucht ) opperhoofd zou een kind hebben verwekt bij een slaaf die gevangen was bij Kororipo Pā. Omdat dit ondenkbaar was in zijn stam werd de baby in het water geplaatst om het te verdrinken, maar het kind bleef bovenkomen - vandaar "opborrelen".

- De waterval Wharepuke Falls, opwaarts van het Stone Store Basin, werd tot de dertiger jaren de Kerikeri Falls genoemd. Daarna werden ze hernoemd naar het nabijgelegen bosgebied Wharepoke. Een Franse arts, Messier Lesson, bezocht Kerikeri in 1824 schreef dat onder de ziektes waar de Māori aan leden was gravelle, hetgeen zij Kiddee Kiddee noemden. Hij zegt dat het ook de naam was voor waterval.

### Slogan
De slogan van de stad is Kerikeri - It's So Nice They Named It Twice. Er wordt gezegd dat een anonieme rugzaktoerist deze woorden in het gastenboek van de jeugdherberg schreef, en nadat de redacteur van een lokale krant er aandacht aan besteedde werd het een quasi-officiële slogan voor de stad. In december 2000 werd Kerikeri verkozen tot "New Zealand's Top Small Town" door North and South Magazine. Sinds die tijd is dit de focus van de marketingcampagnes.

## Bezienswaardigheden

### Mission House
Het gebouw dat in eerste instantie Mission House genoemd, en daarna voor meer dan een eeuw Kemp House (maar nu weer Mission House), is het oudste houten gebouw in Nieuw-Zeeland. Het gebouw wordt beheerd door het New Zealand Historic Places Trust.
Het werd gebouwd door de Church Missionary Society voor dominee John Butler - de eerste geestelijke in Nieuw-Zeeland. Hij was de eerste bewoner in 1822, maar woonde er maar korte tijd. Tot 1832 waren er verschillende bewoners totdat de smid van de missie, James Kemp, introk nam met zijn familie. Zij werden de eigenaar van het land na een landruil in 1859, en hernoemden het huis "Kemp House". Het bleef in de familie tot 1976 totdat het door Ernest Kemp, een achterkleinkind van James en zijn vrouw Charlotte Kemp, aan de staat werd gegeven.

### Stone Store
De Stone Store, een voormalig pakhuis, is het oudste stenen gebouw in Nieuw-Zeeland. De bouw ervan begon op 19 april 1832. De steen boven de deur heeft het jaartal 1833, maar het gebouw was pas midden 1836 af.
Het gebruik van steen was nodig omdat de missionarissen een ongedierte-vrije, brandveilige ruimte nodig hadden voor de voorraden en provisies, en voor verbeterde beveiliging tegen nieuwsgierige Māori. Toen de bouw startte waren de Māori echter al uit het gebied aan het verhuizen, en toen het uiteindelijk af was waren er maar een paar Māori over. Daarnaast waren er geruchten dat Kerikeri niet belangrijk meer was voor de missie, waardoor het niet meer nodig was om proviand etc. daar op te slaan.

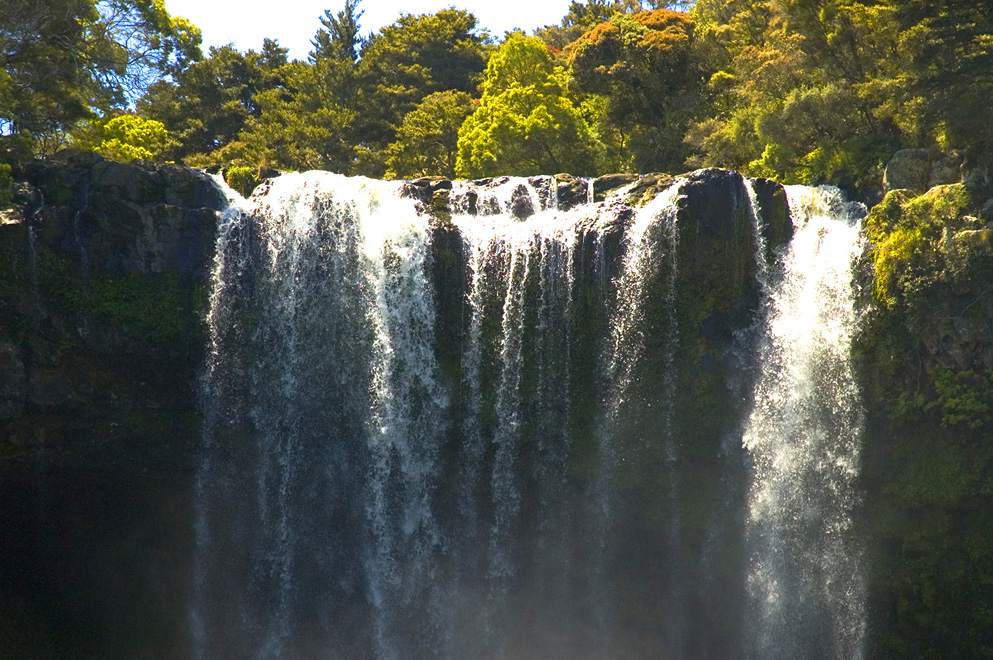
Rainbow Falls, Kerikeri

Door de jaren heeft het gebouw te lijden gehad onder het langsrijdende verkeer en gebruikelijke erosie. Het gebouw is in de 21ste eeuw opgeknapt en een rondweg werd aangelegd om het verkeer bij het gebouw vandaan te houden.

### Rainbow Falls
De Māori naam voor deze waterval in de rivier de Kerikeri is Waianiwaniwa hetgeen water van de regenboog betekent. Het is een van de populairste attracties in het gebied. De waterval is vanuit de stad te voet te bereiken.